# Augustputsch in Moskau

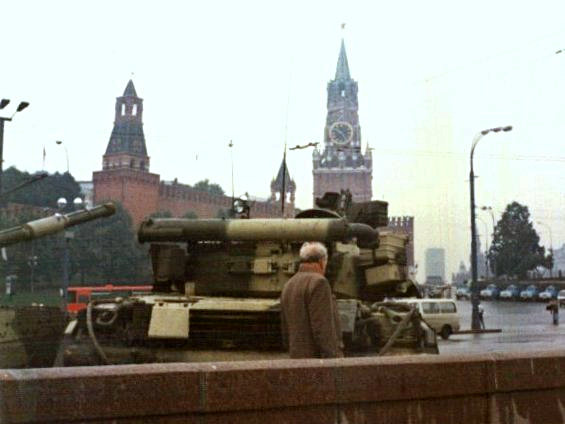
Panzer T-80 vor dem Roten Platz während des Augustputsches

Während des Augustputsches in Moskau vom 19. bis 21. August 1991 versuchte eine Gruppe von Funktionären der Kommunistischen Partei der Sowjetunion (KPdSU), die sich als Staatskomitee für den Ausnahmezustand bezeichnete, den Präsidenten der Sowjetunion, Michail Gorbatschow, abzusetzen und das Land unter ihre Kontrolle zu bringen.
Die Anführer des Putschversuches waren Mitglieder einer strukturkonservativen und reaktionären Junta und Kommunisten der KPdSU, in deren Augen die wirtschaftliche Umgestaltung zu weit ging und eine rechte Abweichung vom Kommunismus sowie dessen Abschaffung bedeutete. Außerdem fürchteten sie, der von Gorbatschow neu ausgehandelte Unionsvertrag gebe den Unionsrepubliken zu viel Macht. Obgleich der Putschversuch nach nur drei Tagen scheiterte und Gorbatschow wieder in sein Amt eingesetzt wurde, machte er Gorbatschows Pläne hinsichtlich des Fortbestehens einer, wenn auch dezentralisierten, Staatenunion zunichte und beschleunigte den Zerfall der Sowjetunion.

## Hintergrund
Seit 1985 betrieb Gorbatschow ein Reformprogramm, das von zwei Schlüsselelementen geprägt war: die ökonomische und politische Restrukturierung, Perestroika genannt, und die als Glasnost bezeichnete Öffnung gegenüber der Bevölkerung. Diese Reformen stießen beim linken Flügel der Kommunistischen Partei auf Ablehnung und Widerstand, der mit zunehmender Verschlechterung der wirtschaftlichen und politischen Situation stärker wurde. Im Juli 1991 wurde der Offene Brief „Ein Wort an das Volk“ einiger KP-Funktionäre und Literaten veröffentlicht, der als ein Anti-Perestroika-Manifest verstanden wurde.
Des Weiteren gewannen Unabhängigkeitsbestrebungen nichtrussischer Bevölkerungsgruppen Raum, die nun die Chance zu mehr Selbstbestimmung sahen, was die Furcht des Sowjetregimes verstärkte, dass einige oder alle Unionsstaaten von der Sowjetunion abfallen würden.
Nach einigen Verhandlungen stimmten die Republiken einem neuen Unionsvertrag zu, der sie zu unabhängigen Republiken in einer Föderation mit einem gemeinsamen Präsidenten, gemeinsamer Außenpolitik und gemeinsamen Streitkräften machen sollte. Der Vertrag sollte am 20. August 1991 unterzeichnet werden und die Union stärken; Kommunisten fürchteten, dass nun einige kleinere Mitgliedsstaaten, vor allem die drei baltischen Staaten (Estland, Lettland und Litauen) eine völlige Unabhängigkeit anstreben würden.

## Putsch
Am Montag, dem 19. August 1991, einen Tag bevor Gorbatschow und eine Gruppe der Republikchefs den Unionsvertrag unterzeichnen sollten, versuchte eine Gruppe, die sich selbst Staatskomitee für den Ausnahmezustand (GKTschP) nannte, die Macht in Moskau zu ergreifen. Alle Beteiligten waren erst unter Gorbatschow in ihre Positionen gekommen. Zu der Gruppe zählten:
- Gennadi Iwanowitsch Janajew, Vizepräsident der UdSSR
- Dmitri Timofejewitsch Jasow, Verteidigungsminister
- Wladimir Alexandrowitsch Krjutschkow, Vorsitzender des KGB
- Walentin Sergejewitsch Pawlow, Premierminister
- Boris Karlowitsch Pugo, Innenminister
- Oleg Dmitrijewitsch Baklanow, Vollmitglied des Politbüros und Sekretär des Zentralkomitees der KPdSU
- Wassili Alexandrowitsch Starodubzew, Vorsitzender des Bauernverbandes
- Alexander Iwanowitsch Tisjakow

Zu den weiteren Mitinitiatoren des Putsches gehörten:
- Walentin Warennikow, Armeegeneral, stellvertretender Verteidigungsminister
- Oleg Semjonowitsch Schenin, Vollmitglied des Politbüros und Sekretär des Zentralkomitees der KPdSU
- Anatoli Iwanowitsch Lukjanow, Vorsitzender des Obersten Sowjets
- Waleri Iwanowitsch Boldin, Abteilungsleiter im Zentralkomitee der KPdSU und Leiter des präsidialen Stabes
- Juri Sergejewitsch Plechanow, KGB-General und Leiter der Bewachungsdienste

An diesem 19. August wurde im Fernsehen verkündet, Gorbatschow sei überraschend erkrankt und könne seine politischen Ämter nicht mehr ausüben. Vizepräsident Gennadi Janajew sei zum Interimspräsidenten ernannt worden und würde einem Staatskomitee vorstehen, welches für sechs Monate regieren werde.
Gorbatschow selbst befand sich zu Beginn des Putschversuches im Urlaub in Foros auf der Krim. Dort wurde er vom Nachmittag des 18. August bis zum 21. August festgesetzt und isoliert, nachdem er es verweigert hatte, seine Zustimmung zur Verhängung des Notstandes zu geben und seine Vollmachten an den Vizepräsidenten zu übertragen. Er blieb dort bis zum Ende des Putsches drei Tage später.
In Moskau und Leningrad folgten große Demonstrationen gegen die Putschisten. Der Putsch war erfolglos, da die Streitkräfte den Putschisten die Gefolgschaft verweigerten. Verteidigungsminister Jasow gab eine mögliche Erklärung, warum der Coup nicht gelang, als er die Frage analysierte, gegen wen sich der Putsch richtete: „Alle fragen mich: Warum haben Sie nicht den Befehl zum Schießen gegeben? Und ich frage: Wen wollen Sie erschießen? Im Namen von was?“ Der Widerstand gegen den Putsch, der hauptsächlich vom Präsidenten der russischen Teilrepublik, Boris Jelzin, aus dem Moskauer Regierungsgebäude, dem Weißen Haus, geführt wurde, war erfolgreich.
Während einer dieser Demonstrationen kletterte Jelzin auf einen Panzer; vor zehntausenden Demonstranten, die sich vor dem Parlament versammelt hatten, forderte er die Rückkehr Gorbatschows und verurteilte den Umsturzversuch. Er bat die Soldaten: „Werdet nicht zur blinden Waffe des verbrecherischen Willens von Abenteurern!“ Dieser Auftritt, der einen so großen Kontrast zu Janajews halbherziger Fernsehansprache darstellte, wurde eines der erinnerungswürdigsten Ereignisse des Putsches und stärkte Jelzins Position.
Ein geplanter Angriff auf das Regierungsgebäude durch die paramilitärische Spezialeinheit ALFA des KGB scheiterte, als Angehörige der Einheit einstimmig den Gehorsam verweigerten. Eine zur Regierung der russischen Unionsrepublik übergelaufene Panzereinheit schützte das Weiße Haus. In den angrenzenden Straßen kam es zu Konfrontationen, unter anderem wurden zwei Demonstranten von einem Panzer überfahren und einer erschossen. Alles in allem gab es wenig Gewalt. Über Glasnet und die angeschlossenen Mailboxnetze wurden aktuelle Lageberichte in die Welt übermittelt.
Am 21. August bekannte sich die Mehrheit der Truppen offen zu den Demonstranten, die verbliebenen wurden abgezogen. Somit war der Putsch gescheitert. Relativ machtlos kehrte Gorbatschow nach Moskau zurück und versprach, die KPdSU von konservativen Kräften zu säubern. Per Dekret verbot Jelzin die KPdSU auf dem Gebiet der russischen Teilrepublik. Gorbatschow trat als Generalsekretär der KPdSU zurück, blieb jedoch Präsident der Sowjetunion. Der Geheimdienst KGB wurde im November aufgelöst. Die Putschisten wurden ihrer Ämter enthoben und inhaftiert. Die meisten von ihnen wurden ab 1992/93 wieder aus dem Gefängnis entlassen. Innenminister Pugo beging Suizid.
Der neue Verteidigungsminister Jewgeni Schaposchnikow versicherte der Welt nach dem gescheiterten Putsch, dass die Atomwaffen sicher unter zentraler Kontrolle gestanden hätten. General Michail Moissejew, der wegen seiner Beteiligung am Putsch vom Posten als Chef des Generalstabs der Streitkräfte abberufen worden war, erklärte hingegen in einem Interview mit der italienischen Tageszeitung Corriere della Sera, dass er während des Putschs die einzige Person gewesen sei, die die nuklearen Streitkräfte kontrolliert habe: „Der Präsident war abgeschnitten, [Verteidigungsminister] Jasow war ebenfalls abgeschnitten. Ich habe für die Sicherheit gesorgt und das auf eine angemessene Weise getan.“ Das sowjetische Nuklearwaffenarsenal stand offenbar für 73 Stunden ausschließlich unter der Kontrolle des Militärs.

## Folge
Nach dem Putsch zerfiel die Sowjetunion endgültig. Nichtrussische bisherige Unionsrepubliken erklärten eine nach der anderen ihre Unabhängigkeit von der UdSSR. Der erstarkte Jelzin übernahm die Kontrolle über Medien und Schlüsselministerien. Schritt für Schritt demontierte und entmachtete er Gorbatschow, den bis zu seinem Rücktritt am 25. Dezember 1991 ranghöchsten Funktionär der einstigen Supermacht. Ende 1991 wurde die Auflösung der Sowjetunion beschlossen. Es blieben die nunmehr 15 souveränen Staaten der Union. Die Russische Föderation übernahm, unter Jelzins Führung, die Rechtsnachfolge der Sowjetunion.

## Dokumentarfilm
- Phoenix: Der Untergang der Sowjetunion. Film von Ignaz Lozo, 2016.